# Rise to Fall
Rise to Fall er et melodisk dødsmetal-band fra Vizcaya (Spanien) stiftet i 2006.

## Medlemmer
- Dalay Tarda (Vokal)
- Hugo (Guitar)
- Javi (Guitar)
- Txamo (Trommer)
- Asis (Bass)

## Diskografi
- 2010 – Restore The Balance
- 2012 – Defying The Gods
- 2015 – End VS Beginning

## Eksterne henvisninge
- Officiel hjemmeside
- Rise to Fall på MySpace

| Musikgruppe | Spire Denne artikel om en musikgruppe er en spire som bør udbygges. Du er velkommen til at hjælpe Wikipedia ved at udvide den. |